# Zádor, Slovacia
Zádor este o comună slovacă, aflată în districtul Rimavská Sobota din regiunea Banská Bystrica, pe malul râului Blh⁠(d). Localitatea se află la altitudinea de 165 m deasupra n.m., se întinde pe o suprafață de 3,46 km2 și în 2017 număra 145 de locuitori. Se învecinează cu Ivanice, Chanava, Číž și Rimavská Seč.

## Istoric
Localitatea Zádor este atestată documentar din 1245.

## Demografie
| An:                | 1994 | 2004   | 2014    | 2024    |
| ------------------ | ---- | ------ | ------- | ------- |
| Număr de persoane: | 111  | 116    | 154     | 132     |
| Diferență:         |      | +4,50% | +32,75% | −14,28% |

| An:                | 2023 | 2024   |
| ------------------ | ---- | ------ |
| Număr de persoane: | 134  | 132    |
| Diferență:         |      | −1,49% |